# Věžnička
Věžnička (en allemand : Klein Wiesnitz) est une commune du district de Jihlava, dans la région de Vysočina, en République tchèque. Sa population s'élevait à 144 habitants en 2024.

## Géographie
Věžnička se trouve à 4 km au sud de Polná, à 12 km au nord-est de Jihlava et à 115 km au sud-est de Prague.
La commune est limitée par Polná au nord, par Dobroutov à l'est, par Jamné au sud, et par Ždírec à l'ouest.

## Histoire
La première mention écrite de la localité date de 1502.